# Хамина
Хамина (фин. Hamina, швед. Fredrikshamn) је град у Финској, у јужном делу државе. Хамина је трећи по величини и значају град округа Кименска Долина, где град са окружењем чини истоимену општину Хамина.

## Географија
Град Хамина се налази у јужном делу Финске. Од главног града државе, Хелсинкија, град је удаљен 145 км источно.
Рељеф: Хамина се сместила у југоисточном делу Скандинавије, у историјској области Финска нова земља. Подручје града је равничарско до брежуљкасто, а надморска висина се креће око 5-10 м.
Клима у Хамини је континентална, мада је за ово за финске услова блажа клима због утицаја Балтика. Стога су зиме нешто блаже и краће, а лета свежа.
Воде: Хамина се развила на североисточној обали Балтичког мора (Фински залив). Насеље се развило у омањем заливу, веома повољном за пристан. Захваљујући овоме, град је једна од најважнијих лука у Финској.

## Историја
Хамина је стар град за финске услове. Град су основали Швеђани 1653. године као пограничну тврђаву ка руском царству. Током прве половине 18. века тврђава је израсла у велику луку, што се очувало до данас.
Последњих пар деценија град се брзо развио у савремено градско насеље јужног дела државе.

## Становништво
Према процени из 2012. године у Хамини је живело 16.131 становника, док је број становника општине био 21.249.
| 1980. | 1990.  | 2000.  | 2012.  |
| ----- | ------ | ------ | ------ |
| -     | 16.871 | 16.610 | 16.131 |

Етнички и језички састав: Хамина је одувек била претежно насељена Финцима са сасвим малом шведском заједницом. Последњих деценија, са јачањем усељавања у Финску, становништво града је постало шароликије. По последњим подацима преовлађују Финци (94,1%), присутни су и у веома малом броју Швеђани (0,4%), док су остало усељеници. Од новијих усељеника посебно су бројни Руси.

## Галерија
- Приказ старог дела Хамине на поштанској маркици
- Градска кућа Хамине
- Главна протестантска црква у граду
- Православна Црква Св. Петра и Павла